# Diego de Gamarra y Valcárcel
Diego de Gamarra y Valcárcel (Hellín, Corregimiento de Chinchilla, Reino de Murcia, Corona de Castilla, Monarquía Hispánica, 1627-San Salvador, Capitanía General de Guatemala c. 1690s) fue un capitán de caballos corazas y caballero de la Orden de Santiago que ejerció como corregidor de Cotabambas, y alcalde mayor de San Salvador (desde 1678 a 1682).

## Biografía
Diego de Gamarra y Valcárcel nació en Hellín, Corregimiento de Chinchilla, Reino de Murcia de la Corona de Castilla en la Monarquía Hispánica por el año de 1627, siendo hijo de Manuel de Gamarra Valcárcel y Ana Fernández de Castillo, fue bautizado en la iglesia de esa localidad el 27 de abril de ese año. Es de mencionar que en su registro de bautizo es nombrado como Diego Valcárcel-Gamarra Fernández, pero en los demás documentos sobre él es mencionado como se titula este artículo.
Se dedicaría a la carrera militar, y también se embarcaría hacía el continente americano. Asentándose en el Virreinato de Perú, donde en los años 1650 y 1651 se le encomendaría junto a su tío Lucas de Gamarra apaciguar una rebelión en la villa imperial de Potosí; luego de ello se lo nombraría como corregidor de la provincia de Cotabambas.
Por el año de 1659 se hizo de un navío para formar parte de las defensas del puerto de Cartagena de Indias ante un pirata inglés que andaba merodeando en esa costa; luego de lo cual, el 27 de abril de ese año, el gobernador y capitán general interino de dicha provincia y puerto Juan Pérez de Guzmán y Gonzaga lo nombró capitán de Mar y Guerra de ese navío.
Pasaría a servir al ejército de Flandes en los Países Bajos españoles, donde el 8 de octubre de 1661 el marqués de Caracena Luis de Benavides Carrillo lo designaría como capitán de caballos corazas, y donde se mantendría hasta el 22 de marzo de 1671 cuando se le concedió licencia para regresar a España. Por otro lado, el escritor hellinero Cristóbal Lozano le dedicaría la colección de novelas "Soledades de la vida y desengaños del mundo" en una edición póstuma de 1672.
En abril de 1670 se le concedería el hábito de la Orden de Santiago; más adelante, el 14 de marzo de 1672 presentaría una relación de méritos ante el Consejo de Indias. Posteriormente el 26 de julio de 1675 el rey Carlos II lo designaría como alcalde mayor de San Salvador para tomar posesión luego de que terminase el período para el que había sido designado su antecesor en el cargo Juan de Miranda.
Se embarcaría hacia el continente americano, y tomaría posesión de su cargo de alcalde mayor a mediados del año de 1680; asimismo, indicó al juez tesorero de la caja de Guatemala que se encargaría de recaudar los tributos de la jurisdicción de la villa de Jérez de Choluteca, para lo cual el 16 de abril de 1681 designó a Blas Pérez como su teniente de alcalde mayor en dicha jurisdicción, lo cual sería aprobado (pero solo para la recaudación de tributos) por el monarca español en la real provisión del 7 de mayo de ese año.
Durante su mandato como alcalde mayor, un grupo de bucaneros o piratas franceses (probablemente dirigido por Francois Grogniet o por Raveneau de Lussan)  destruyeron las poblaciones de Jucuarán, Ereguayquín y Mexicapa (actualmente cantón del municipio de Santa María); mientras que en la primavera de 1682 la tripulación del corsario inglés Bartolomé Sharp recorrieron varias partes de la zona oriental de la entonces alcaldía Mayor, lo que quedaría documentado en el libro "The Dangerous Voyage And Bold Assaults of Captain Bartholomew Sharp and Others" del geógrafo y miembro de dicha tripulación Basil Ringrose; asimismo en el año de 1682 se realizó la visita del sacerdote sirio de la iglesia católica caldea Ilyas ibn Hanna al-Mawsili, cuyas observaciones realizadas las escribiría en el libro "Los Viajes".
Ejerció el cargo de alcalde mayor hasta el 1 de enero de 1684, luego de lo cual se quedaría residiendo en la ciudad de San Salvador, donde en 1688 los oficiales de la Real caja de Guatemala le pidieron que cobrara los impuestos de la renta de encomiendas destinadas al situado de vinos, aceites y castillos. Probablemente fallecería en dicha ciudad por la década de 1690.